# Szilagyiïta
La szilagyiïta és un mineral de la classe dels òxids.

## Característiques
La szilagyiïta és un òxid de fórmula química NaCa₃(UO₂)(CO₃)₃(SeO₃)F(H₂O)₆. Va ser aprovada com a espècie vàlida per l'Associació Mineralògica Internacional en el mes de desembre de l'any 2024, i encara resta pendent de publicació. Cristal·litza en el sistema trigonal.
L'exemplar que va servir per a determinar l'espècie, el que es coneix com a material tipus, es troba conservat a les col·leccions del Museu Carnegie d'Història Natural, a Pittsburgh (Estats Units), amb el número de catàleg CM34760.

## Formació i jaciments
Va ser descoberta a la mina Pickett Corral, ubicada al comtat de Montrose de l'estat de Colorado (Estats Units). Aquesta mina estatunidenca és l'únic indret de tot el planeta on ha estat descrita aquesta espècie mineral.